# Стоун, Изабель
Изабель Стоун (англ. Isabelle Stone; 1868 — 1966) — американский физик и педагог. Первая женщина, получившая в США докторскую степень по физике.

## Биография
Изабель Стоун родилась в Чикаго в семье школьных учителей. Её отец был активным членом баптистской церкви и редактором газеты Chicago Times, а мать — одним из лидером Ассоциации молодых христианок. В 1890 году Стоун получила степень бакалавра по музыке в колледже Уэллсли, а в 1896 году — степень магистра в Чикагском университете. В следующем году она успешно защитила докторскую диссертацию, став первой американкой — доктором наук по физике. В работе, выполненной под руководством Альберта Майкельсона, она определяла изменение удельной электропроводности тонких металлических плёнок в зависимости от их возраста и условий окружающей среды (влажности, температуры) и показала, что электрическое сопротивление плёнок быстро убывает со временем, так что реально наблюдаемая величина оказывается намного меньше расчётной.
С 1890 года Стоун одновременно с учёбой преподавала астрономию, алгебру, геометрию и гимнастику в культурном центре для иммигрантов, а в 1897—1898 годах учила девочек в подготовительной школе Брин-Мор (англ. Bryn Mawr Preparatory School) в Балтиморе. В 1898—1906 годах она работала преподавателем (англ. instructor) физического факультета Вассарского колледжа (Покипси, штат Нью-Йорк). Параллельно она вела научные исследования в Колумбийском университете, изучая свойства тонких плёнок в вакууме и цвета платиновых плёнок. 30 мая 1899 года Стоун вошла в число 36 участников учредительного собрания Американского физического общества, причём наряду с Марсией Кит была лишь одной из двух женщин, принявших участие в мероприятии. В 1900 году она стала также одной из двух женщин (второй была Мария Кюри), посетивших первый Международный физический конгресс в Париже.
В 1907 году Стоун вместе со своей сестрой Харриет организовала частную школу для девочек (англ. The Misses Stone’s School for Girls) в Риме — одну из немногих на то время международных школ такого типа, обеспечивавших изучение не только языка, но и истории и литературы Италии и Франции, истории искусства, музыки. Школа прекратила своё существование лишь с началом Первой мировой войны, когда сёстры Стоун были вынуждены вернуться на родину. В 1916—1923 годах Изабель Стоун руководила физическим факультетом женского Колледжа Свит-Брайар (Виргиния), после чего вновь объединилась с сестрой и открыла школу для девочек — на этот раз в Вашингтоне. Однако Великая депрессия в 1929 году снова вынудила их закрыться. В течение ряда лет они с сестрой давали частные уроки в Понсе (Пуэрто-Рико). Стоун, никогда не выходившая замуж и не имевшая детей, скончалась в Норт-Майами в 1966 году.

## Публикации
- Stone I. On the Electrical Resistance of Thin Films: Ph.D. Thesis. — University of Chicago, 1897.
- Stone I. On the Electrical Resistance of Thin Films // Physical Review. — 1898. — Vol. 6. — P. 1—16. — doi:10.1103/PhysRevSeriesI.6.1.
- Stone I. Color in Platinum Films // Physical Review. — 1905. — Vol. 21. — P. 27—40. — doi:10.1103/PhysRevSeriesI.21.27.